# Hobro Kommune
Hobro Kommune i Nordjyllands Amt blev dannet ved kommunalreformen i 1970. Ved strukturreformen i 2007 indgik den i Mariagerfjord Kommune sammen med bl.a. Hadsund Kommune, Arden Kommune og det meste af Mariager Kommune.

## Hobro Købstad
Allerede før selve kommunalreformen blev en sognekommune indlemmet i Hobro Købstad:
| Kommune       | Folketal september 1965 | Byer  |
| ------------- | ----------------------- | ----- |
| Hobro Købstad | 8.512                   | Hobro |
| Skjellerup    | 447                     |       |
| I alt         | 8.959                   |       |

## Hobro Kommune
Begrebet købstad mistede sin betydning ved kommunalreformen. Her blev 4 sognekommuner lagt sammen med Hobro Købstad til Hobro Kommune:
| Kommune                    | Folketal 1. januar 1970 | Byer                                      |
| -------------------------- | ----------------------- | ----------------------------------------- |
| Hobro                      | 8.853                   |                                           |
| Glenstrup                  | 762                     | Handest                                   |
| Hvornum-Snæbum             | 988                     | Hvornum                                   |
| Sønder Onsild-Nørre Onsild | 1.101                   | Sønder Onsild og Sønder Onsild Stationsby |
| Øls-Hørby-Døstrup          | 1.776                   | Hørby, Døstrup                            |
| I alt                      | 13.480                  |                                           |

Hertil kom 25 matrikler fra Vester Tørslev Sogn i Mariager Kommune.

## Sogne
Hobro Kommune bestod af følgende sogne:
- Døstrup Sogn (Hindsted Herred)
- Glenstrup Sogn (Nørhald Herred)
- Hobro Sogn (Onsild Herred)
- Hvornum Sogn (Onsild Herred)
- Hørby Sogn (Hindsted Herred)
- Nørre Onsild Sogn (Onsild Herred)
- Skjellerup Sogn (Onsild Herred)
- Snæbum Sogn (Onsild Herred)
- Sønder Onsild Sogn (Onsild Herred)
- Øls Sogn (Hindsted Herred)

## Borgmestre[4]
| Periode   | Navn                | Parti             |
| --------- | ------------------- | ----------------- |
| 1970-1986 | Kristen Schultz     | Venstre           |
| 1986-2002 | Erlann Christiansen | Socialdemokratiet |
| 2002-2006 | Jørgen Pontoppidan  | Venstre           |